# Герб Ярмолинців
Герб Ярмолинців затверджений 20 жовтня 2021 р. рішенням № 13 сесії міської ради. 

## Опис герба
Щит перетятий лазуровим і мурованим червоним. У першій частині золоті терези, у другій – срібні гамаїди.  Щит вписаний в золотий декоративний картуш і увінчаний срібною міською короною. Унизу картуша напис "ЯРМОЛИНЦІ" і рік "1400". Щитотримачі: Святі Петро і Павло. На лазуровій девізній стрічці напис "ВІРА, ЧЕСТЬ, СЛАВА".

## Значення символів
Терези стилізовано означають найбільші ярмарки Поділля і розташування міста на торгівельних шляхах, а також продовження геральдичних традицій. Червона мурована частина означає зростання і розбудову міста. Гамаїди - частина герба «Корчак» Ярмолинських, родина яких пов’язані з цими землями. Петро і Павло символізують старий храм XVIIIcт., девіз означає головні моральні принципи жителів міста і повагу до пращурів.

## Історія

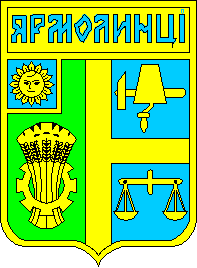
Герб 1991р.

Попередній варіант герба був затверджений в січні 1991р. рішенням сесії селищної ради. Автор - Б.Б.Шулевський.

### Опис
Щит розтятий і напівперетятий нитяним золотим стовбом і балкою. В першій частині - золотий сніп пшениці з шестернею, в другій - золоті молоток з кельмою, в третій - золоті терези. В золотій главі - напис "ЯРМОЛИНЦІ", у вільній лазуровій частині - золоте усміхнене сонце.